# Г'ю Сітон-Вотсон
Г'ю Сітон-Вотсон (англ. Graham Robert Watson; 15 лютого 1916 — 19 грудня 1984) — британський історик та політолог, що спеціалізувався на Росії. Співчував українському відродженню.

## Життєпис
Г'ю був одним із двох синів Роберта Вільяма Сітона-Вотсона, громадського діяча та історика. Здобув освіту в Вінчестерському коледжі та Нью-коледжі, Оксфорд, який закінчив у 1938 році.
Після навчання він почав працювати в Міністерстві закордонних справ Великої Британії (Белград та Бухарест). На початку Другої світової війни він приєднався до Управління спеціальних операцій (Велика Британія). Після падіння Югославії у квітні 1941 року він був інтернований італійцями і висланий до Великої Британії. Потім у британських спецназах у Каїрі. У січні 1944 р.  переїхав до Стамбула для проведення розвідувальної діяльності серед біженців на Балканах. У 1945-1951 роках читав лекції в Оксфорді, у 1951-1983 рр. в Лондонському університеті. З 1957 р. регулярно викладав в Колумбійському університеті та інших американських університетах.